# George Monck
George Monck, 1. vévoda z Albemarle (6. prosince 1608 – 3. ledna 1670) byl anglický generál a námořní velitel. Sehrál velkou roli při znovunastolení Stuartovců (v osobě krále Karla II.) na anglický trůn. Za tyto služby obdržel v roce 1660 vévodský titul (Duke of Albemarle), a to v rámci tzv. druhého udělení (second creation) tohoto titulu. Je jedním z tvůrců nové lineární taktiky, používané v anglickém námořnictvu.

## Životopis
Za anglické občanské války sloužil v poli a dosáhl hodnosti generálporučíka dělostřelectva. Poté byl převelen k námořnictvu, stal se námořním generálem (general-at-sea). Po smrti anglického lorda protektora Olivera Cromwella změnil strany a stal se podporovatelem restaurace Stuartovců.
Jeho kariéra u námořnictva vyvrcholila za druhé anglo-holandské války, když v roce 1666 vedl jádro anglického loďstva proti holandské flotě. Svého protivníka dobře znal, neboť od roku 1629 žil devět let právě ve Spojených nizozemských provinciích. Ve snaze dosáhnout potřebného výsledku (zničení hlavní holandské floty) však extrémně riskoval a ve výsledku utrpěl v tzv. čtyřdenní bitvě drtivou porážku, pročež byl z velení odstraněn.